# Jakob Fugger

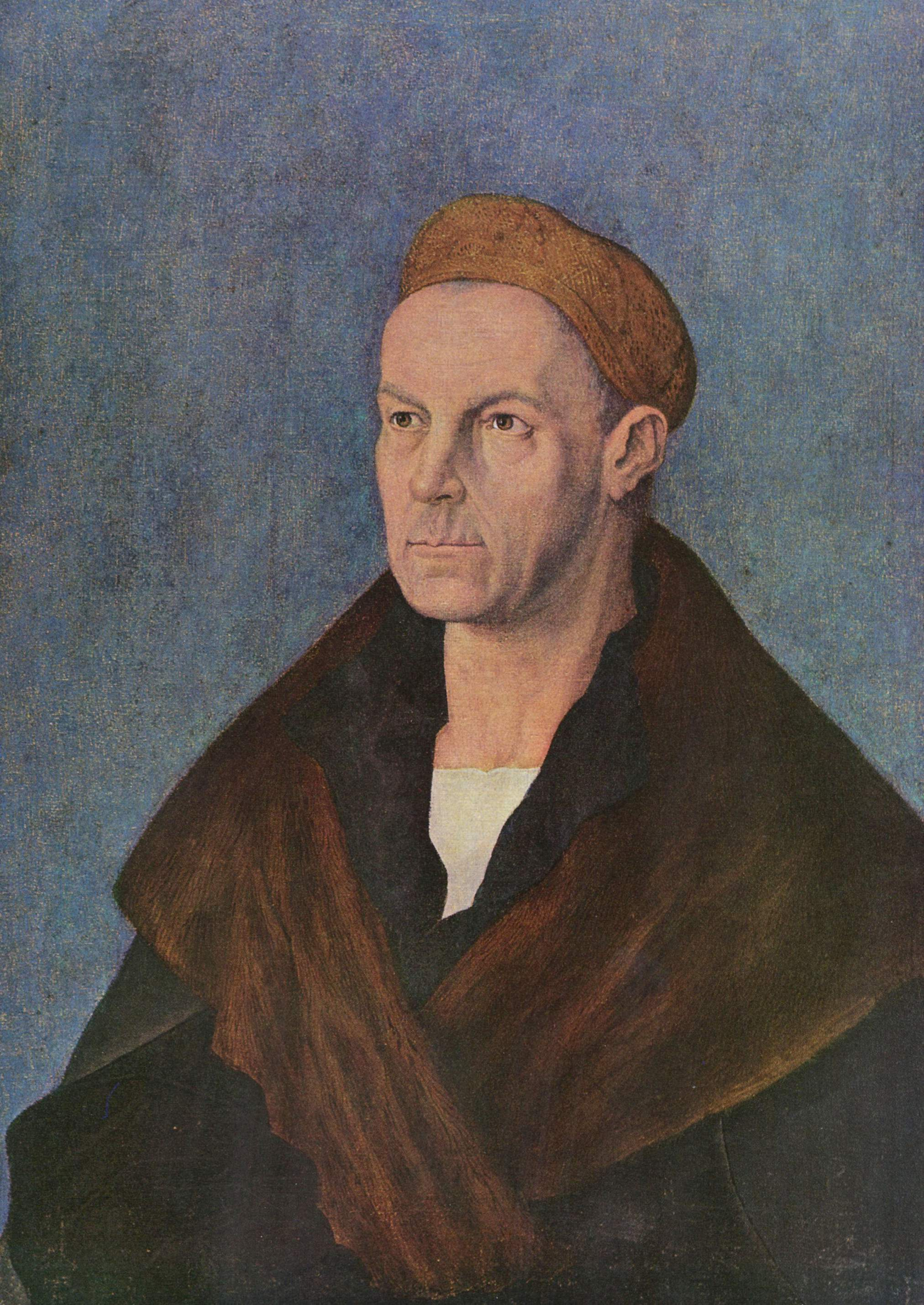
Jakob Fugger sportretowany przez Albrechta Dürera

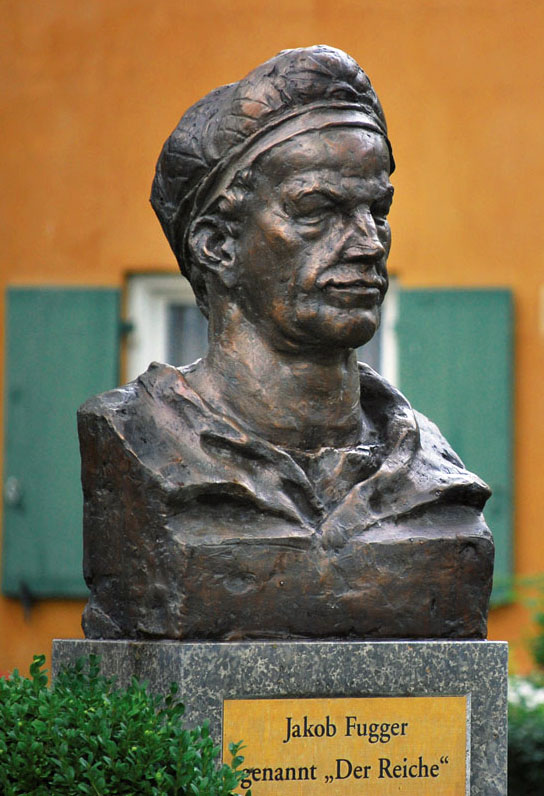
Popiersie Jakoba Fuggera w Fuggerei

Jakob Fugger (o przydomku „der Reiche” – „Bogaty”, ur. 6 marca 1459 w Augsburgu, zm. 30 grudnia 1525 tamże) – niemiecki przedsiębiorca i filantrop pochodzący z rodziny przemysłowców Fuggerów, jeden z najbogatszych ludzi ówczesnych czasów.

## Życiorys
Początkowo chciał zostać duchownym, ale rzucił studia teologiczne. Odbył podróż do Rzymu, a następnie na roczny staż został przedstawicielem rodzinnego przedsiębiorstwa w Wenecji, która była w tym czasie centrum światowego handlu. W następnych latach kontrolował wszystkie europejskie faktorie należące do rodziny, aby poznać szczegóły prowadzonych interesów. Następnie wprowadził kontrolę transakcji handlowych i unowocześnił księgowość. Jego zainteresowanie wzbudził handel rudami metali, i związane z nim górnictwo, i z tymi gałęziami przemysłu i handlu zdecydował się związać. W zamian za udzielane kredyty zdobywał udziały w kopalniach złota i srebra w Tyrolu, który był wówczas regionem Europy o największych udostępnionych złożach. Udzielał również pożyczek lokalnym władcom w zamian za koncesje wydobywcze. W 1488 stał się właścicielem salzburskich i tyrolskich kopalni miedzi oraz państwowej mennicy w Hall in Tirol. W ciągu roku kilkakrotnie zwiększył wydobycie srebra, a 25-krotnie produkcję mennicy. W 1498 ożenił się z Sybillą Artzt, ale nie mieli dzieci.
W latach następnych zainteresował się złożami miedzi w Karpatach, które stanowiły dla jego salzburskich i tyrolskich kopalni miedzi największą konkurencję. Postanowił je przejąć i zmonopolizować handel kruszcami. Węgierskie kopalnie miedzi były bardzo zawodnione. Dlatego w 1495 w Bańskiej Bystrzycy Jakob Fugger i pochodzący ze Spisza obywatel Krakowa Jan Thurzo (znany fachowiec od rud metali, odwadniania kopalń i produkcji urządzeń wydobywczych) założyli spółkę handlową Ungarischer Handel, która błyskawicznie osiągnęła ogromne obroty w handlu miedzią, stając się jednym z największych przedsiębiorstw handlowych w ówczesnym świecie.
W maju 1511 Jakob Fugger został podniesiony do rangi arystokracji Świętego Cesarstwa Rzymskiego. W 1519 walnie przyczynił się do wyboru Karola V Habsburga na cesarza rzymskiego, udzielając mu kredytu na przekupienie elektorów Rzeszy w wysokości 852 000 guldenów (3 tony złota). Jakob zmarł w 1525 i uważany jest za jednego z najzamożniejszych ludzi wszech czasów. Pozostawiony przez niego majątek wynosił (według różnych źródeł) od 1,6 do 2,5 miliona guldenów.
Jakob Fugger był również jednym z czołowych filantropów epoki. Zdeponował w 1511 15 tysięcy florenów jako zapis na budowę schronisk dla bezdomnych. W 1514 wykupił część miasta Augsburga i w 1516 zawarł umowę, że wybuduje tam i będzie utrzymywał przytułki dla potrzebujących. Do 1523 zbudowano tam 52 takie domy – tak powstała augsburska dzielnica Fuggerei, która istnieje do dziś.
Spadkobiercą Jakoba Fuggera był jego bratanek Anton Fugger.